# Clearwater (Florida)
Clearwater è la città Capoluogo della contea di Pinellas in Florida, negli Stati Uniti, a ovest di Tampa e a nord-ovest di St. Petersburg. Con 115 513 abitanti censiti nel 2017, Clearwater è la più piccola fra le città del distretto metropolitano Tampa-St. Petersburg-Clearwater (Tampa Bay Area). È bagnata dal Golfo del Messico e della Tampa Bay.
La Chiesa di Scientology è molto forte nella zona e possiede la maggioranza delle proprietà nel centro della cittadina.

## Storia
L'odierna Clearwater era originariamente la terra della popolazione Tocobaga. Intorno al 1835, l'esercito degli Stati Uniti cominciò la costruzione di Fort Harrison, fortino intitolato a William Henry Harrison, come avamposto durante le guerre con i Seminole. Il forte era situato su una scogliera che domina il porto di Clearwater, che in seguito divenne parte di un complesso residenziale di inizio XX secolo chiamato Harbor Oaks. Gli archeologi dell'Università della Florida Meridionale scavarono il sito nel 1962 dopo che Mark Wyllie scoprì un bunker sotterraneo per le munizioni mentre piantava un albero nel suo giardino.
La popolazione della zona aumentò dopo che il Federal Armed Occupation Act del 1842 offrì 160 acri a chiunque volesse portare armi e coltivare la terra. I primi residenti inclusero le famiglie Stevens, Stevenson, Sever e McMullen, che rivendicavano e coltivavano vaste distese di terra. Prima del 1906, la zona era conosciuta come Clear Water Harbor. Si pensa che il nome "Clear Water" derivi da una sorgente di acqua dolce che sgorgava vicino a dove sorgeva il vecchio municipio. C'erano molte altre sorgenti di acqua dolce che punteggiavano la scogliera, molte nella baia o nel porto stesso.
Originariamente parte della contea di Hillsborough, la prima strada che collegò Clearwater a Tampa fu costruita nel 1849, che ridusse drasticamente il precedente tempo di percorrenza del tragitto giornaliero tra le città.

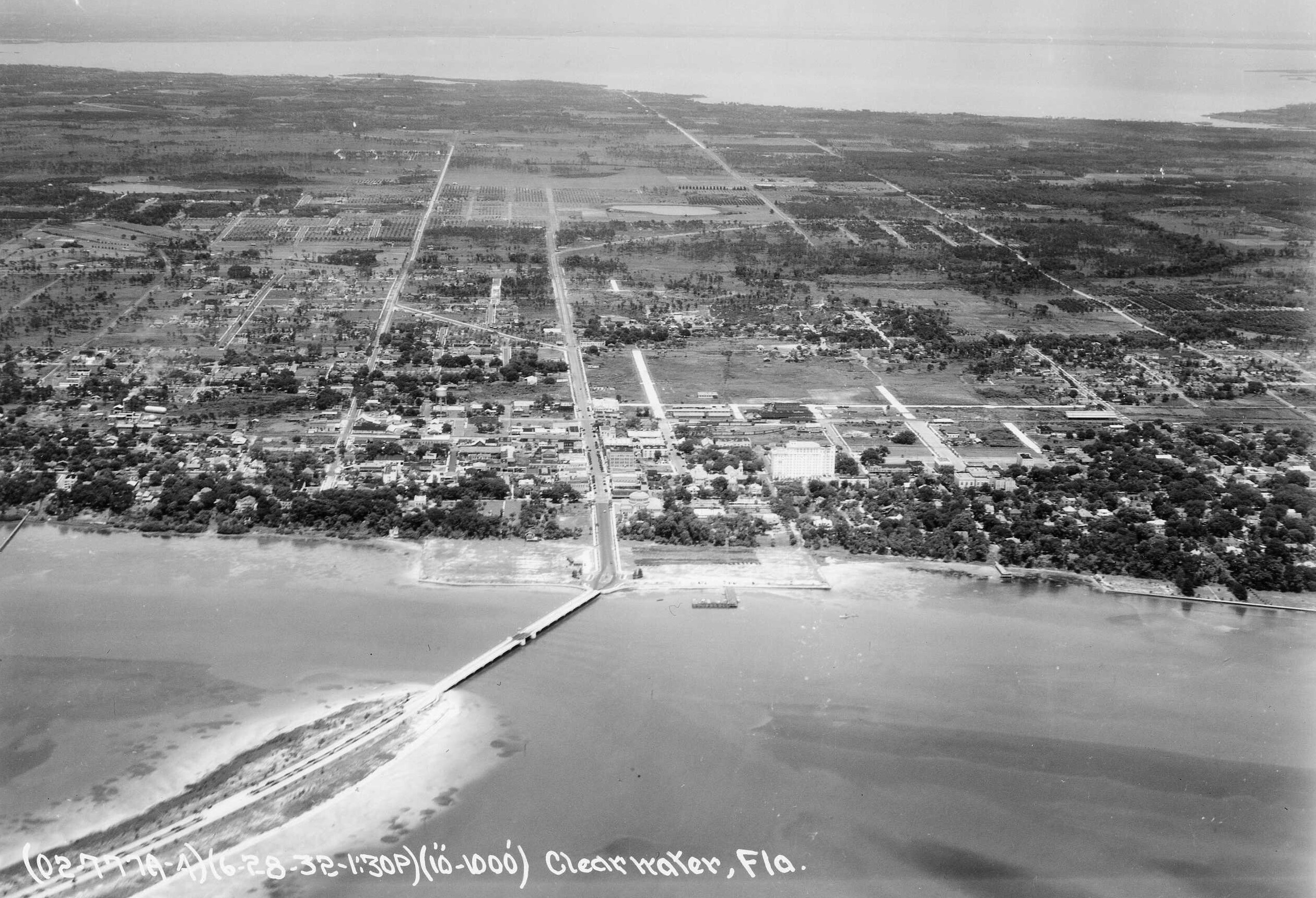
Clearwater nel 1932

Durante la guerra di secessione, le cannoniere delle forze dell'Unione razziarono ripetutamente le scorte della comunità, poiché la maggior parte degli uomini abili era via a combattere per l'esercito Confederato. La città iniziò a svilupparsi alla fine del diciannovesimo secolo, spinta dal completamento da parte di Peter Demens della prima linea ferroviaria passeggeri per la città nel 1888. Clearwater fu incorporata nel 1891, con James E. Crane che divenne il primo sindaco. La popolarità della zona come meta turistica crebbe nel 1897 dopo che il magnate delle ferrovie Henry B. Plant costruì un vasto resort vittoriano chiamato Belleview Biltmore appena a sud di Clearwater.
All'inizio del 1900, la popolazione di Clearwater era cresciuta fino a circa 400 abitanti, raggiungendo quasi le 1.000 unità in inverno. Il più antico quotidiano di Clearwater ancora esistente, il Clearwater Sun, fu pubblicato per la prima volta il 14 marzo 1914. Clearwater fu reincorporata, questa volta come città, il 27 maggio 1915 e designata capoluogo della contea di Pinellas, che si separò dalla contea di Hillsborough nel 1912. Nel 1915, fu costruito un ponte sul porto di Clearwater, unendo la città con la spiaggia di Clearwater a ovest. Clearwater Beach, sebbene situata su un'isola barriera separata, appartiene alla città di Clearwater e si affaccia sul Golfo del Messico. Un nuovo ponte, molto più alto, ora attraversa la baia, sostituendo il precedente ponte levatoio; la strada di collegamento fa parte della State Road 60 e si chiama Clearwater Memorial Causeway.
Durante la seconda guerra mondiale, Clearwater divenne un'importante base di addestramento per le truppe statunitensi destinate all'Europa e al Pacifico. Praticamente tutti gli hotel della zona, tra cui il Belleview Biltmore e il Fort Harrison Hotel, furono utilizzati come caserme per le nuove reclute. Il traffico cittadino veniva regolarmente bloccato per le compagnie di soldati che marciavano attraverso il centro città, e i blackout notturni per confondere i potenziali bombardieri nemici erano una pratica comune. Sand Key, prima dello sviluppo, veniva utilizzata come bersaglio dai cacciabombardieri degli United States Army Air Corps per esercitazioni di mitragliamento e bombardamento.

## Economia
L'economia di Clearwater impiega circa 50,400 persone. Le maggiori attività includono Morton Plant Hospital, Tech Data e Honeywell. L'occupazione a Clearwater è cresciuta dell'1.84% dal 2015 al 2016 con 50,345 persone impiegate come forza lavoro. I settori più comuni includono Servizi, Vendite e Ufficio, Scienze e Commercio. Nel 2020, il reddito familiare medio a Clearwater era di 50.335 dollari, un valore inferiore alla media sia degli Stati Uniti che della Florida. Il popolare wrestler e attore Hulk Hogan, residente in città, nel 2017 ha aperto il negozio "Hogan's Beach Shop" dedicato alla vendita del proprio merchandising nel centro commerciale Pelican Walk Plaza di Clearwater.

## Lingua
Nel 2000, l'inglese era la lingua principale con l'84.43% dei residenti, seguita dallo spagnolo con l'8.55%, dal greco con l'1.16%, dal francese con l'1%, dal tedesco con lo 0.97% e dall'italiano con lo 0.85%.

## Arte e cultura

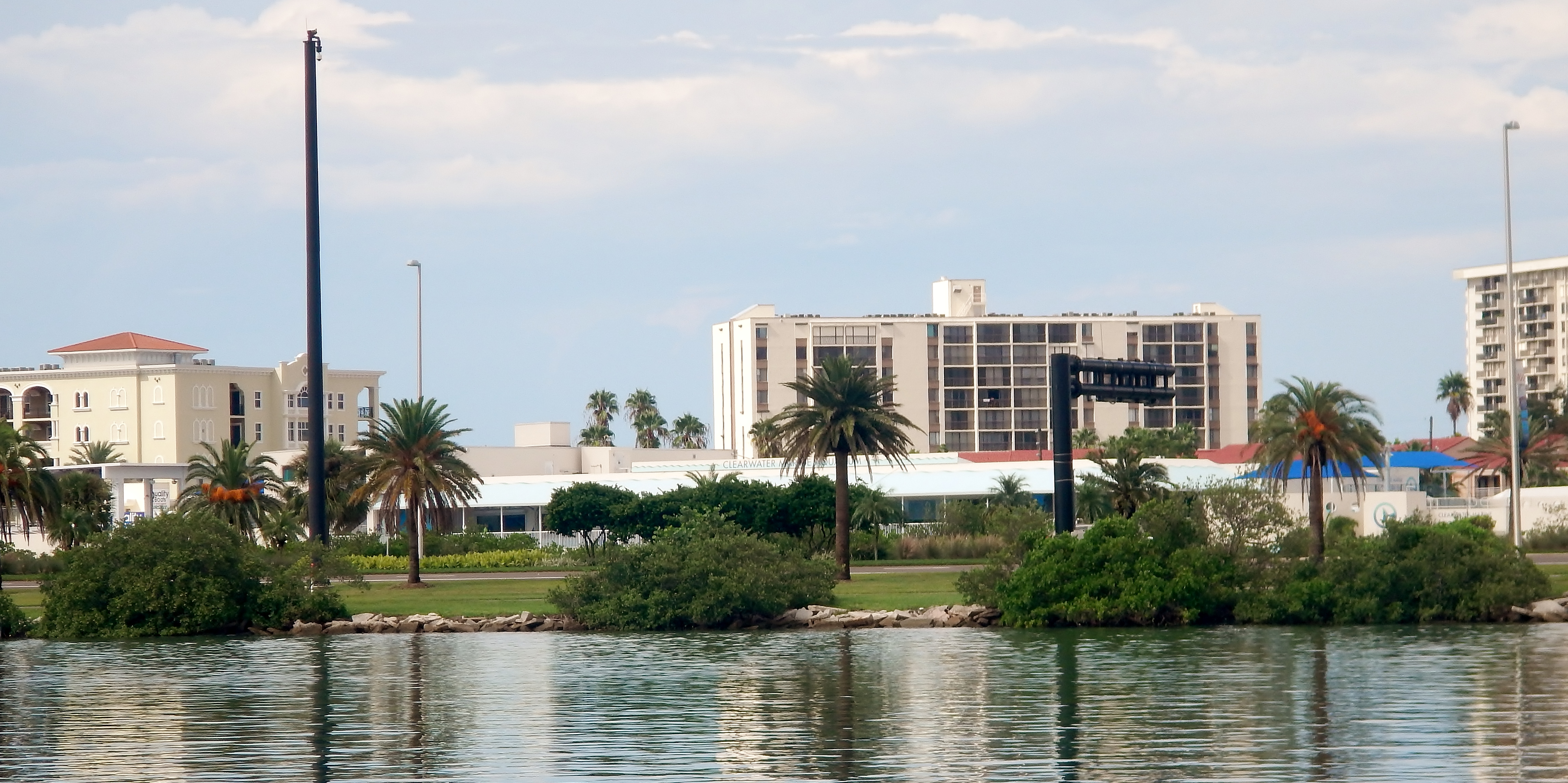
Il "Clearwater Marine Aquarium"

Nel 2012 la città è stata inclusa da CBS Money Watch nella lista delle migliori dieci località degli Stati Uniti d'America dove ritirarsi in pensione. Nella città sono presenti i teatri Capitol e Royalty, la biblioteca pubblica e il Clearwater Marine Aquarium.

## Sport
Il BayCare Ballpark di Clearwater è la sede degli allenamenti primaverili dei Philadelphia Phillies della Major League Baseball, nonché della loro squadra affiliata Low-A, i Clearwater Threshers.

## Clima
Clearwater ha un clima umido subtropicale. È sufficientemente a sud da trovarsi nell'ampia zona di transizione tra climi subtropicali e tropicali. Pertanto, Clearwater è prevalentemente calda o torrida tutto l'anno, con poche notti di gelo. La maggior parte delle precipitazioni annuali si verifica nella stagione delle piogge (da giugno a settembre), quando si verificano quotidianamente temporali dovuti al forte riscaldamento solare. La stagione secca inizia a ottobre e dura fino a maggio, periodo in cui il tempo è soleggiato, asciutto e le variazioni meteorologiche giornaliere sono minime.

## Trasporti

### Aeroporto
Il Tampa International Airport serve Clearwater e il resto della Tampa Bay Area come mezzo principale di trasporto aereo. Anche il St. Petersburg-Clearwater International Airport sta avendo un incremento di utilizzo negli ultimi anni. La città possiede il Clearwater Air Park.

### Trasporto pubblico
Il servizio di autobus Pinellas Suncoast Transit Authority (PSTA) è attualmente l'unico mezzo di trasporto pubblico della contea di Pinellas. Il servizio offre circa 35 linee locali e due pullman veloci che attraversano la Tampa Bay Area fino alla costa orientale.
In passato la città era servita dalla ferrovia Amtrak presso la stazione di Clearwater.

## Chiesa di Scientology
Il quartier generale "spirituale" della Chiesa di Scientology è situato a downtown Clearwater. Scientology si riferisce a Clearwater come alla sua Flag Land Base ("Base terrestre di bandiera").

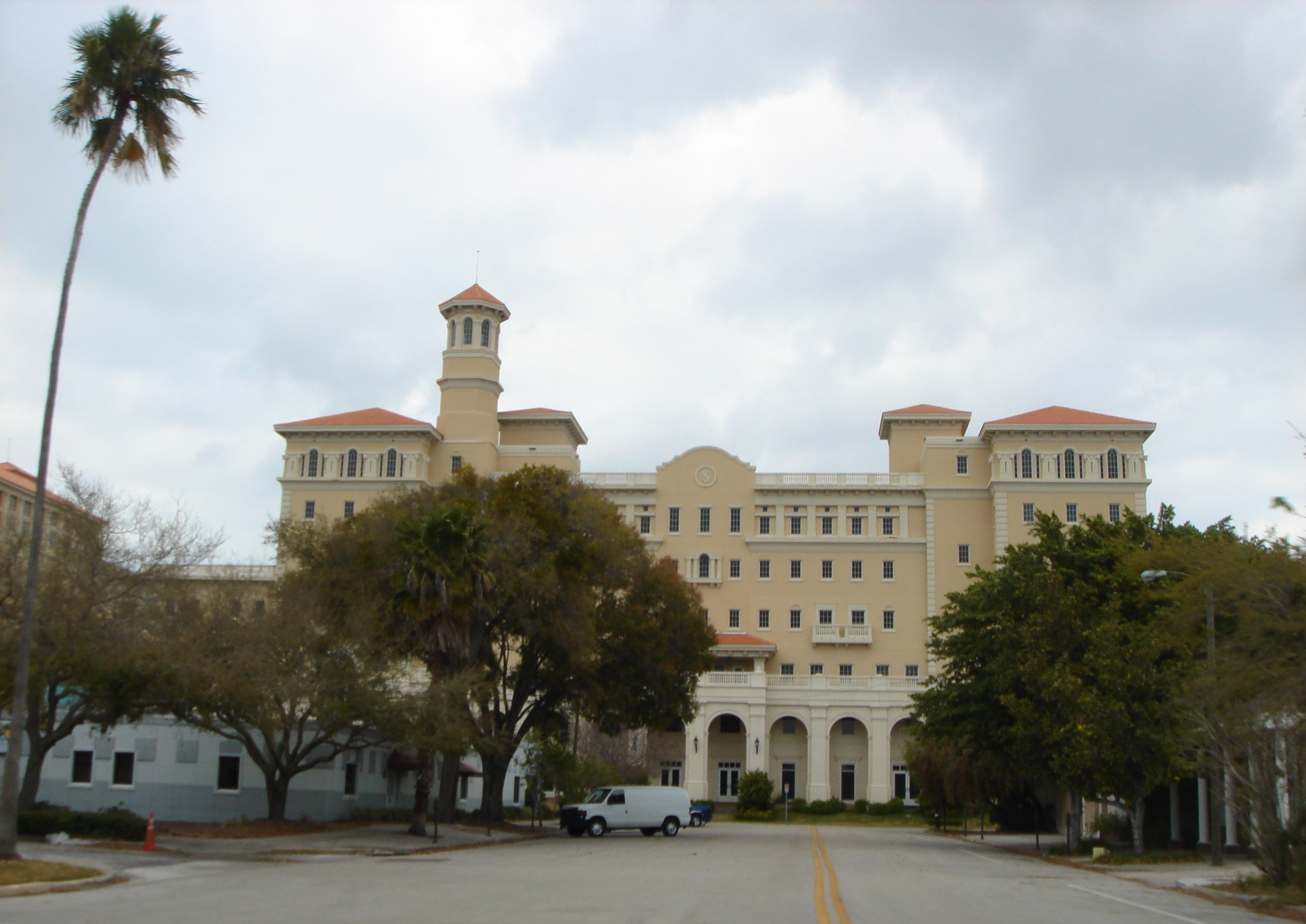
La sede principale della Chiesa di Scientology a Clearwater, il "Super Power Building"

Scientology possiede molti edifici storici in città, inclusi il Fort Harrison Hotel e il Clearwater Bank Building. Nel 2019, Scientology aveva acquistato così tante proprietà nel centro di Clearwater da possedere la maggior parte degli edifici commerciali nel centro della città, molti dei quali rimanevano vuoti. Secondo un'indagine del Tampa Bay Times: "La [Chiesa di Scientology], i suoi membri e le aziende da loro controllate possiedono ora 185 proprietà che coprono 101 acri nel centro della città. Metà delle proprietà sono state acquistate da gennaio 2017. [...] Il 73% delle proprietà è [ora] esente da tasse per scopi religiosi". Nel 2024, il conteggio è salito a 210 immobili acquistati dal 2017, compresa la torre per uffici dove si trovavano gli uffici del governo cittadino, e lasciando solo sette proprietari di immobili commerciali rimanenti che non sono associati a Scientology o al governo.
A partire dagli anni settanta, utilizzando il nome in codice "Project Normandy", la Chiesa di Scientology iniziò ad operare massicciamente a Clearwater per "stabilire il controllo dell'area" della città e della contea. Le operazioni furono denunciate in una serie di articoli sul Clearwater Sun, vincitori del Premio Pulitzer. Gabe Cazares, che era il sindaco di Clearwater all'epoca, si spinse oltre definendo le acquisizioni da parte di Scientology una sorta di "occupazione della città" e in seguito le definì un'"operazione paramilitare di un gruppo terroristico". Scientology prese di mira Cazares, cercando di imbrigliarlo in uno scandalo sessuale. Scientology inscenò anche un finto incidente con omissione di soccorso con protagonista Cazares nel tentativo di screditarlo. Cazares e sua moglie fecero causa alla Chiesa di Scientology per 1,5 milioni di dollari. La Chiesa raggiunse un accordo privato con Cazares nel 1986.

## Gemellaggi
Clearwater è gemellata con le seguenti città:
- Nagano, Giappone[24]
- Kalamaria, Grecia[25]
- Wyong, Nuovo Galles del Sud, Australia[26]
- Ixmiquilpan, Hidalgo, Messico[27]